# U-406
Unterseeboot 406 foi um submarino alemão do Tipo VIIC, pertencente a Kriegsmarine que atuou durante a Segunda Guerra Mundial.

## Comandantes
| Comandante              | Data                                            |
| ----------------------- | ----------------------------------------------- |
| Kptlt. Horst Dieterichs | 22 de outubro de 1941 - 18 de fevereiro de 1944 |

## Subordinação
Durante o seu tempo de serviço, esteve subordinado às seguintes flotilhas:
| Período                                     | Flotilha                                  |
| ------------------------------------------- | ----------------------------------------- |
| 22 de outubro de 1941 - 30 de abril de 1942 | 8. Unterseebootsflottille (treinamento)   |
| 1 de maio de 1942 - 18 de fevereiro de 1944 | 7. Unterseebootsflottille (serviço ativo) |

## Operações conjuntas de ataque
O U-406 participou das seguinte operações de ataque combinado durante a sua carreira:
- Rudeltaktik Hecht (8 de maio de 1942 - 18 de junho de 1942)
- Rudeltaktik Blücher (14 de agosto de 1942 - 28 de agosto de 1942)
- Rudeltaktik Iltis (6 de setembro de 1942 - 23 de setembro de 1942)
- Rudeltaktik Spitz (22 de dezembro de 1942 - 31 de dezembro de 1942)
- Rudeltaktik Neuland (4 de março de 1943 - 13 de março de 1943)
- Rudeltaktik Dränger (14 de março de 1943 - 20 de março de 1943)
- Rudeltaktik Drossel (29 de abril de 1943 - 5 de maio de 1943)
- Rudeltaktik Rügen (14 de janeiro de 1944 - 26 de janeiro de 1944)
- Rudeltaktik Stürmer (26 de janeiro de 1944 - 3 de fevereiro de 1944)
- Rudeltaktik Igel 1 (3 de fevereiro de 1944 - 17 de fevereiro de 1944)
- Rudeltaktik Hai 1 (17 de fevereiro de 1944 - 18 de fevereiro de 1944)